# Antoni Kuczyński
Antoni Kuczyński (ur. 13 czerwca 1935 w Horodle) – polski historyk i etnolog.

## Życiorys
W 1962 ukończył studia etnograficzne na Uniwersytecie Wrocławskim, w latach 1962-1963 pracował w Zakładzie Etnografii Instytutu Historii Kultury Materialnej PAN we Wrocławiu, w latach 1963-1968 odbył studia doktoranckie na Uwr. (niezakończone doktoratem). W latach 1968–1989 pracował jako socjolog w zakładach Dolmel i równocześnie w Oddziale Odwykowym dla Alkoholików i Narkomanów Szpitala Psychiatrycznego we Wrocławiu oraz w Miejskim Ośrodku Pomocy Społecznej we Wrocławiu. Od 1989 pracował w Pracowni Dokumentacji Naukowej Instytutu Nauk Politycznych UWr. W 1993 obronił pracę doktorską Syberia. Czterysta lat polskiej diaspory. Antologia historyczno-kulturowa napisaną pod kierunkiem Czesława Hernasa. W 2004 uzyskał w Instytucie Historii Nauki PAN stopień doktora habilitowanego na podstawie pracy Syberia jako obszar samorealizacji badawczej Polaków (do początku XX w.). Na UWr. pracował do 2010, w latach 2011-2013 pracował na WZNPiE KUL w Tomaszowie Lubelskim, gdzie kierował Katedrą Międzynarodowych Stosunków Kulturalnych i Badań Etnicznych, a od 2014 w Instytucie Historii Nauki PAN na stanowisku profesora nadzwyczajnego.
Głównym tematem badawczym A. Kuczyńskiego jest historia Syberii, historia Polaków na Syberii i zesłania w ten rejon.
Był sekretarzem generalnym Polskiego Towarzystwa Ludoznawczego (1980–1989) i twórcą w 1991 Oficyny Wydawniczej Biblioteka Zesłańca, która publikuje prace o zesłaniach do Rosji i ZSRR, redaktorem naczelnym kwartalnika Zesłaniec, działaczem Związku Sybiraków.

## Odznaczenia[3]
- Krzyż Kawalerski Orderu Odrodzenia Polski (1995)
- Srebrny Krzyż Zasługi (1985)

## Publikacje A. Kuczyńskiego
- Syberyjskie szlaki. 1972.
- Ludy dalekie a bliskie. Zakład Narodowy imienia Ossolińskich, Wrocław, 1989.
- Wśród buszu i czarowników. Zakład Narodowy imienia Ossolińskich, Wrocław, 1990.
- Syberia. Czterysta lat polskiej diaspory. Zakład Narodowy imienia Ossolińskich, Wrocław, 1993 (wydanie z 1998 – Wyd. Atla 2, Wrocław; wydanie z 2007 – Wyd. Kubajak).
- Polskie opisanie świata. Studia z dziejów poznania kultur ludowych i plemiennych (tom 1, Wrocław 1994; tom 2, Wrocław 1997). Wydawnictwo Uniwersytetu Wrocławskiego.
- Polacy w Kazachstanie. Wyd. Uniw. Wrocławskiego, 1996. Seria Acta Universitatis Wratislaviensis; no 1819